# Okorvölgy
Okorvölgy est un village et une commune du comitat de Baranya en Hongrie.